# Liste der Kulturdenkmäler in Zirkenbach (Fulda)
Die folgende Liste enthält die in der Denkmaltopographie ausgewiesenen Kulturdenkmäler auf dem Gebiet des Ortsteils Zirkenbach der  Stadt Fulda, Landkreis Fulda, Hessen.
Hinweis: Die Reihenfolge der Denkmäler in dieser Liste orientiert sich an der Anschrift, alternativ ist sie auch nach der Bezeichnung oder der Bauzeit sortierbar.
Kulturdenkmäler werden fortlaufend im Denkmalverzeichnis des Landes Hessen durch das Landesamt für Denkmalpflege Hessen auf Basis des Hessischen Denkmalschutzgesetzes (HDSchG) geführt. Die Schutzwürdigkeit eines Kulturdenkmals hängt nicht von der Eintragung in das Denkmalverzeichnis des Landes Hessen oder der Veröffentlichung in der Denkmaltopographie ab.

## Zirkenbach
| Bild            | Bezeichnung      | Lage | Beschreibung | Bauzeit                | Objekt-Nr. |
| --------------- | ---------------- | --- | --- | ---------------------- | ---------- |
| Bild gesucht BW | Röderkreuz       | Nördlich von Röderkreuz an der Gemarkungsgrenze zu Sickels, Gemarkung „Auf der Röde“ LageFlur: 4, Flurstück: 3 | Wegekreuz | 1803                   |            |
| Bild gesucht BW | Lukas-Standbild  | Dreilindenweg, weit außerhalb des Ortes LageFlur: 1, Flurstück: 68/1                                           | Heiligenstandbild des Evangelisten Lukas, Dritte Station des vom Probst Mengersen gestifteten Flurwallfahrtswegs  |                        |            |
| Bild gesucht BW | Markus-Standbild | Marbachweg, Ortsrand LageFlur: 3, Flurstück: 93/3                                                              | Heiligenstandbild des Evangelisten Markus, Dritte Station des vom Probst Mengersen gestifteten Flurwallfahrtswegs |                        |            |
| Bild gesucht BW | Wegekreuz        | Zirkenbacher Straße, außerhalb der Ortslage LageFlur: 3, Flurstück: 93/3                                       | | 1711                   |            |
| Bild gesucht BW | Vesperbild       | Zirkenbacher Straße LageFlur: 2, Flurstück: 113/5                                                              | | 1719                   |            |
| Bild gesucht BW | Bildstock        | Zirkenbacher Straße 33 (Vorgarten) LageFlur: 3, Flurstück: 22/1                                                | | 1751                   |            |
| Bild gesucht BW | Maria Immaculata | gegenüber Zirkenbacher Straße 39 LageFlur: 3, Flurstück: 31/3                                                  | | 1887                   |            |
| Bild gesucht BW | Fachwerkwohnhaus | Zirkenbacher Straße 41 LageFlur: 3, Flurstück: 17/6                                                            | | Spätes 18. Jahrhundert |            |
| Bild gesucht BW | Monolith         | Westlich von Zirkenbacher LageFlur: 4, Flurstück: 6/3                                                          | | 17. Jahrhundert        |            |